# Barre Klondike
Pour les articles homonymes, voir Klondike (homonymie).
Une barre Klondike est une barre de crème glacée composée d’un carré de glace à la vanille enrobée d’une fine couche de chocolat

## Histoire
La barre Klondike a été créé par la Isaly Dairy Company de Mansfield, Ohio dans les années 1920 et début des années le nom de la rivière Klondike du Yukon , au Canada. Les droits sur le nom ont finalement été vendus à Good Humor-Breyers , qui fait partie d’ Unilever .
La première publicité enregistrée pour le Klondike a eu lieu le 5 février 1922 dans le Vindicator de Youngstown . Les barres sont généralement enveloppées d'une enveloppe argentée représentant une mascotte d' ours polaire pour la marque. Contrairement à une gelée traditionnelle pop glace , ou traditionnelle barre de crème glacée , la barre Klondike ne dispose pas d' un bâton en raison de sa taille, un point souvent vantée dans la publicité.
En 1976, Henry Clarke , propriétaire de la société Clabir, acquit les droits du bar Klondike, fabriqué et vendu par la chaîne de restaurants Isaly depuis les années 1930,Clarke a introduit les barres Klondike aux consommateurs de tous les États-Unis au cours des années 1980.  Sous Clarke, les ventes de la barre Klondike sont passées de 800 000 dollars par an au moment de l’acquisition de Clabir en 1976 à plus de 60 millions de dollars
En 1986, la cour d'appel américaine du 11e circuit a interdit à Kraft Foods d'utiliser un emballage ressemblant à l'enveloppe de barre distinctive du Klondike (son " habillage commercial ") pour les barres de crème glacée de la marque "Polar B'ar" de Kraft.  L'année suivante, la Cour suprême des États-Unis a refusé d'entendre un appel de la décision du tribunal inférieur.  En 1988 ,, Kraft a réglé un différend sur la marque de commerce avec Ambrit Inc., au nom de l’ancienne Isaly Company, Inc., pour un montant de 8,5 millions de dollars.

## Variétés

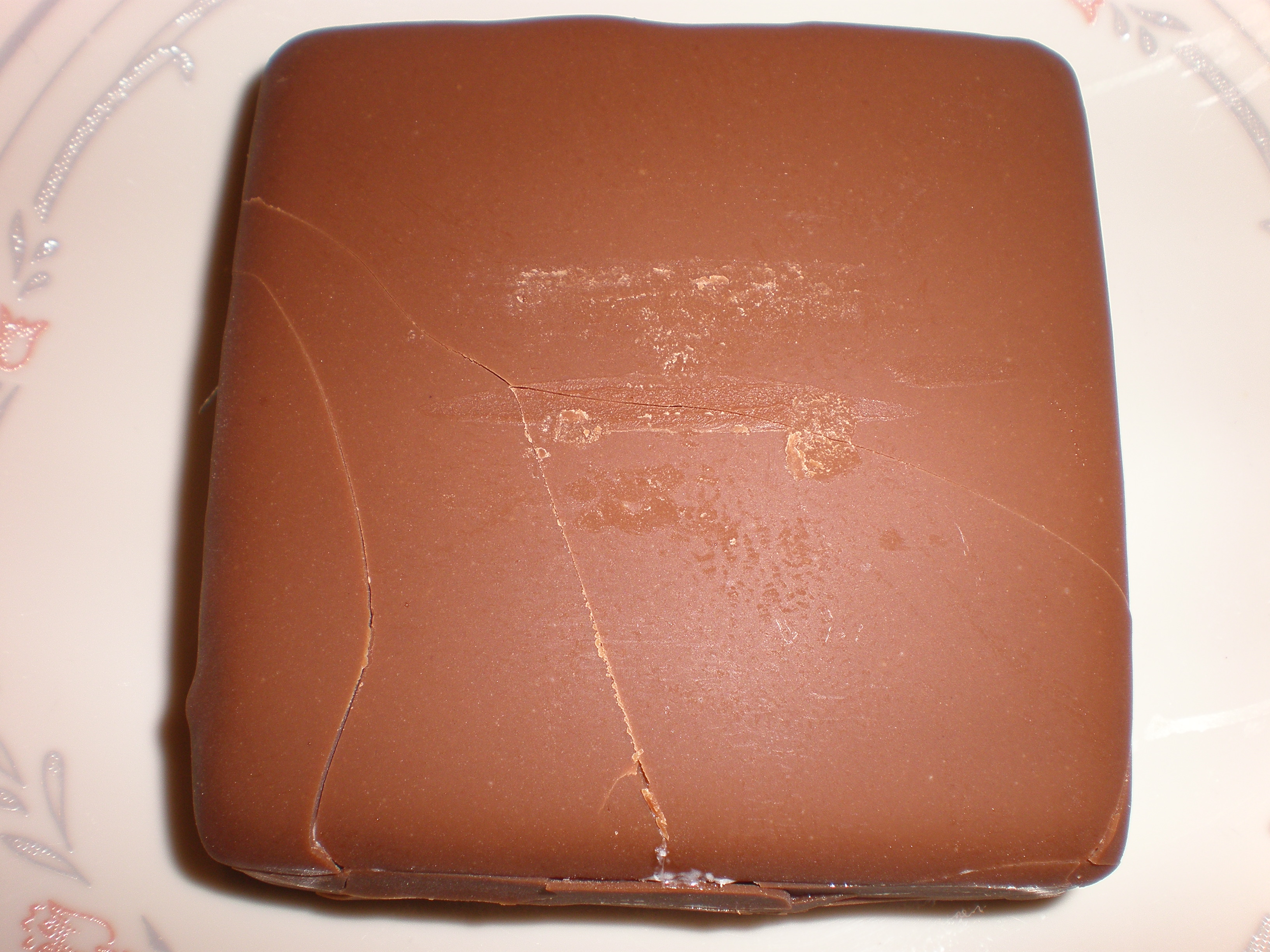
Barre Klondike originale fourrée à la vanille.

De nombreux types de barres Klondike ont été vendus cinq saveurs originales en 1922 enrobées de chocolat :
- Vanille
- fraise
- Chocolat
- Érable
- Cerise